# Eois fucosa
Eois fucosa är en fjärilsart som beskrevs av Paul Dognin 1912. Eois fucosa ingår i släktet Eois och familjen mätare. Inga underarter finns listade i Catalogue of Life.